# Седми дан
„Седми дан” је српски филм из 1987. године. Режирао га је Горан Гајић који је заједно са Сашом Радојевићем написао и сценарио.

## Улоге
| Глумац                  | Улога |
| ----------------------- | ----- |
| Драган Бјелогрлић       |       |
| Милорад Мандић Манда    |       |
| Михајло Бата Паскаљевић |       |
| Драган Петровић Пеле    |       |
| Весна Тривалић          |       |